# Ramón Esono Ebalé

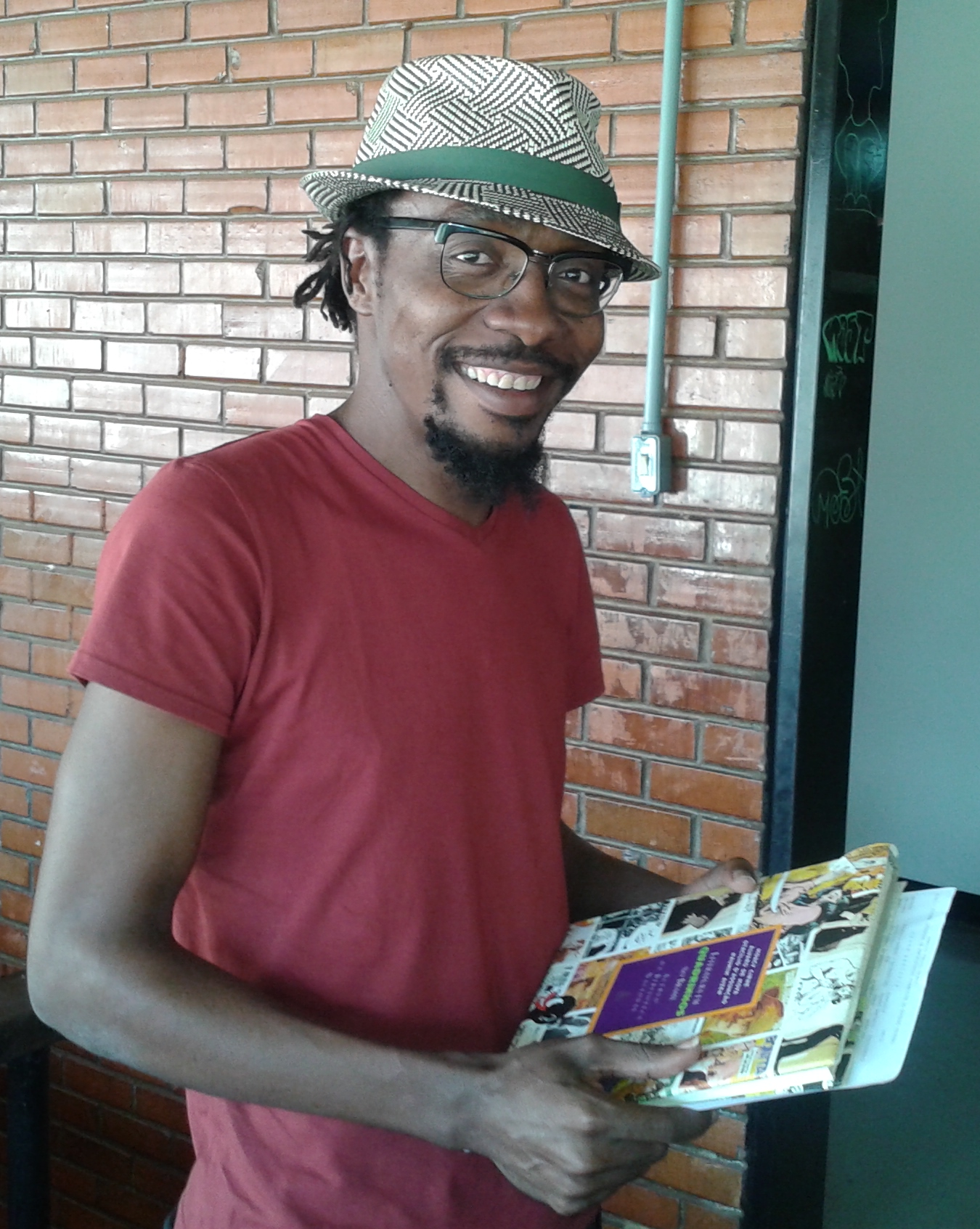
Ramón Esono Ebalé, 2014

Ramón Nse Esono Ebalé, Pseudonym Jamón y Queso (dt.: „Schinken und Käse“) (* 22. November 1977 in Micomeseng, Kié-Ntem) ist ein äquatorialguineischer Schriftsteller und Comicautor.
Er studierte Grafikdesign am Centro Cultural de España en Malabo und hat auf Messen wie ARCO ausgestellt. Er hat den Blog Las Locuras de Jamón y Queso und die virtuelle Station Locos TV erstellt.

## Werke
- 2014: La pesadilla de Obi

## Ehrungen/Preis
- Regarde 9, Festival International de la Bande Dessinée d’Angoulême
- 2005/2006, Prix Africa & Mediterraneo
- 2017, Courage in Editorial Cartooning Award, Cartoonists Rights Network